# Stilicon
Vous lisez un « bon article » labellisé en 2010.
Stilicon (en latin : Flavius Stilicho), né vers 360 près de Constantinople et mort le 22 août 408 à Ravenne, est un militaire et homme politique romain d'origine barbare, actif sous les règnes de Théodose, empereur de 379 à 395, puis de ses fils Honorius en Occident et Arcadius en Orient.
Entré tôt dans l'armée, Stilicon devient un des principaux officiers de Théodose, dont il épouse la nièce en 384. Nommé généralissime en 394, il affirme à la mort de Théodose avoir reçu la régence de l'empire, mais ne réussit à imposer son autorité qu'en Occident, où Honorius devient son gendre en 398.
Durant sa régence, il mène plusieurs campagnes contre les barbares et combat l'usurpateur Gildon en Afrique. En 403, il repousse les Wisigoths d'Alaric Ier en Italie, puis est vainqueur en 405 ou 406 des Ostrogoths de Radagaise à Fiesole.
Mais voulant protéger l'Italie, Stilicon a dû dégarnir le limes rhénan. Aussi, lorsque durant l'hiver 406-407 des armées de Vandales et d'Alains franchissent le Rhin gelé, l'armée romaine n'est pas en mesure de les arrêter. Au printemps 407, Stilicon ne parvient pas à briser l'usurpation de Constantin III en Gaule et en Bretagne.
Dans l'ensemble, Stilicon mène une politique, similaire à celle de Théodose, d'intégration des barbares dans l'armée et la société, ce qui suscite des tensions avec les notables romains. Sur le plan religieux, il soutient le christianisme nicéen et combat à la fois les ariens et les donatistes, mais aussi le paganisme (destruction des Livres sibyllins en 405). Il s'attire ainsi l'animosité des élites romaines, notamment au Sénat.
Dans la conjoncture désastreuse des années 407-408, Honorius se laisse persuader que Stilicon complote contre lui et le fait exécuter le 22 août 408.

## Biographie

### Origines familiales
Stilicon est le fils d'un Vandale entré au service de Rome, qui commandait vraisemblablement un escadron de la cavalerie de l'empereur Valens et d'une mère romaine originaire de Pannonie.
Sur le plan ethnique, Stilicon est donc en partie vandale, mais sur le plan juridique, il est citoyen romain, comme l'indique son nom complet, où Flavius indique le rattachement (juridique) à la famille impériale. En revanche, le nom Stilicho est d'origine germanique[réf. nécessaire].

### Les débuts (des années 370 à 395)
Il entre très tôt dans l'armée, dans le corps des protectores, puis gravit rapidement les échelons. Devenu successivement tribun militaire (tribunus), puis tribunus et notarius, il fait partie du personnel entourant directement l'empereur Théodose, alors à la tête des provinces orientales de l'Empire.
En 383, il participe à une ambassade auprès du roi des Perses, Shāpūr III. La négociation aboutit à la conclusion d'un traité favorable à l'Empire.
À son retour en 384, l'empereur récompense Stilicon en lui accordant la main de sa nièce et fille adoptive, Serena, fille du frère de Théodose, Honorius. Serena est une belle jeune fille ambitieuse et écoutée de son oncle. Ce mariage semble avoir été un mariage d'amour, étant donné que Stilicon n'est pas à ce stade le meilleur des partis : il obtient pourtant la préférence parmi un grand nombre d'autres prétendants. À partir de là, Serena déploiera beaucoup d'énergie pour garantir la carrière de son époux.
Dès 385, Théodose nomme Stilicon magister equitum (maître de la cavalerie) et comes domesticorum (comte des domestiques), c'est-à-dire chef de sa garde rapprochée. Deux ans plus tard, il est promu magister militum per Thracias, autrement dit commandant de la cavalerie et de l'infanterie de l'armée de Thrace, devenant le deuxième officier de Théodose, après Promotus.
En 388, il suit Théodose dans la guerre contre l'usurpateur Magnus Maxime qui tente alors de prendre le contrôle de l'Occident aux dépens de l'empereur légitime, Valentinien II, beau-frère de Théodose.
Peu avant 393, alors que Théodose s'efforce de reformer l'unité de l'Empire sous sa direction, Stilicon devient même magister peditum præsentalis et magister utriusque militiæ, c'est-à-dire généralissime des armées romaines. À ce titre, le 5 septembre 394, il participe aux côtés de l'empereur à la bataille de la rivière froide contre l'usurpateur Eugène et le général Arbogast, responsables de la mort de Valentinien II. Les troupes de Stilicon et du général wisigoth Alaric l'emportent, ce qui permet le rétablissement de l'unité de l'Empire.
Le retrait du général Flavius Timasius laisse à Stilicon le contrôle absolu des armées. Il est dès lors, avec le préfet du prétoire Rufin, le principal personnage de l'Empire. Si son ascendance barbare lui interdit[réf. nécessaire] de devenir empereur, il s'est imposé comme le premier général de Rome. C'est la raison pour laquelle Théodose mourant lui aurait confié la régence de l'Empire au nom de ses deux fils encore jeunes, Arcadius et Honorius, à qui il laisse respectivement l'Orient et l'Occident. Lorsque l'empereur décède, le 17 janvier 395, c'est à Stilicon qu'il revient de protéger les deux enfants, et de maintenir la cohésion des deux parties de l'Empire.

### Régent de l'Empire romain d'Occident

#### Les années 395-398

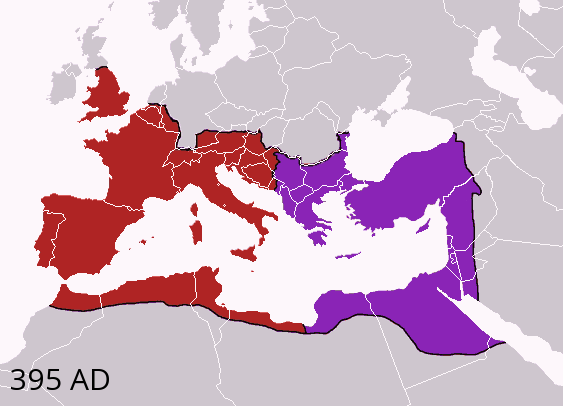
Partition définitive de l'Empire romain en 395 entre l'Occident d'Honorius et l'Orient d'Arcadius.

La séparation des deux parties de l'Empire (395)
Stilicon ne se trouve cependant pas en mesure de réaliser les dernières volontés de l'empereur défunt. Il doit tenir compte de l'opposition de Rufin, préfet du prétoire de Théodose, protecteur d'Arcadius en Orient : l'unité de l'Empire est de nouveau rompue. Au lieu de diriger l'Empire de façon collégiale, les deux frères se disputent même le contrôle de certains territoires à la limite des Empires d'Occident et d'Orient, notamment la préfecture d'Illyrie.
La guerre contre les fédérés wisigoths de Mésie (395-397)

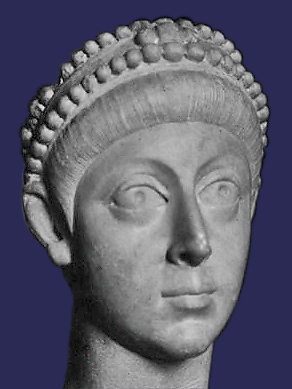
Arcadius, empereur romain d'Orient de 395 à 408.

En 395, il doit aussi faire face au soulèvement des fédérés wisigoths d'Alaric en Mésie. Stilicon conduit l'armée en direction de la Thrace et de la Macédoine à travers l'Illyrie ravagée par les barbares. Il reçoit cependant l'ordre d'Arcadius d'envoyer une partie de ses troupes à Constantinople pour protéger la capitale. Privé d'une fraction de son armée, Stilicon ne parvient pas, en dépit de plusieurs affrontements en Thessalie, à empêcher Alaric de pénétrer en Grèce. En novembre, les troupes de Stilicon appelées à Constantinople, sous les ordres du général goth Gaïnas, assassinent Rufin, sans que Stilicon parvienne pour autant à étendre sa régence à l'Empire romain d'Orient.
En 397, après un bref passage sur le front du Rhin, Stilicon reprend la campagne contre les Wisigoths qui se livrent au pillage dans le Péloponnèse. Corinthe, Sparte et Mégare sont prises et ravagées ; Athènes n'évite leur sort qu'en livrant une lourde rançon aux barbares. Mais il ne parvient pas à contraindre Alaric à l'affronter dans une bataille rangée. Résolu à régler lui-même le problème, Arcadius, sur les conseils de l'eunuque Eutrope, offre aux Wisigoths de nouveaux territoires et à leur chef le titre de magister militum per Illyricum (officier général des troupes illyriennes). Stilicon est contraint de négocier avec celui qui est devenu l'ennemi du seul empire d'Occident. Dans le même temps, l'eunuque Eutrope fait déclarer Stilicon hostis publicus (ennemi du peuple) de l'Empire romain d'Orient, sous prétexte qu'il est intervenu en Grèce sans attendre la permission d'Arcadius.
La guerre contre l'usurpateur Gildon (397-398)
Stilicon est contraint de revenir en Italie à la suite de la révolte du comte d'Afrique, Gildon au milieu de l'année 397. Celui-ci bloque en Afrique les cargaisons de blé nécessaires à la subsistance de Rome et des préfectures occidentales, dans le but de faire naître des révoltes contre l'empereur Honorius et son régent. Eutrope lui apporte le soutien de l'Empire romain d'Orient et Gildon fait acte d'allégeance à Arcadius. Stilicon réquisitionne aussitôt du blé en Hispanie et en Gaule, parvenant à éviter la famine. Il fait décréter Gildon hostis publicus, sans pour autant entrer en conflit ouvert avec la cour d'Orient. En 398, il envoie en Afrique le général Mascezel, frère de Gildon, pour mettre fin à sa rébellion.
L'usurpation de Gildon prend fin en 398 lors de la bataille de l'Ardalio. La mort de Mascezel peu après laisse à Stilicon tout le prestige de cette victoire. La même année, il marie sa fille aînée Marie à Honorius. Deux ans plus tard, Stilicon est honoré du consulat ordinaire pour l'année 400.
À Constantinople, Eutrope est renversé et exécuté en 399 et remplacé par Aurélien, chef d'une faction hostile aux barbares. Après des affrontements avec les officiers supérieurs d'origine germanique de l'armée, Gaïnas, Tribigild et Fravitta, Aurélien devient au cours de l'année 401 le maître réel de Constantinople.

#### La défense de l'Italie (401-406)
L'attaque d'Alaric (401-402)
En novembre 401, Alaric se soulève de nouveau, mais cette fois, il envahit l'Italie. Il pille Aquilée et vient mettre le siège à Milan, résidence impériale d'Honorius. Stilicon, alors en campagne sur le Rhin, revient en Italie avec des soldats retirés de Bretagne et de Gaule. Alaric quitte alors Milan et se dirige vers Asti à travers la plaine du Pô. Stilicon le rattrape et le défait à Pollentia le 6 avril 402. Si les armées d'Alaric ne sont pas détruites, Stilicon pille son campement militaire et récupère le trésor des Wisigoths. Une autre bataille a lieu en 403 près de Vérone ; cette fois, Alaric est obligé de quitter l'Italie et se retire en Illyrie.
Pour commémorer cette victoire, l'empereur et son généralissime sont invités à mener un triomphe à Rome. Stilicon et Honorius défilent devant le peuple dans le même char ; exceptionnellement, les sénateurs sont exemptés de l'obligation de défiler à pied devant l'Imperator. À cette occasion, des jeux et spectacles grandioses sont organisés. C'est à cette occasion que les derniers combats de gladiateurs ont lieu à Rome, avant qu'Honorius ne décide de les interdire. Par la suite, Stilicon est de nouveau honoré du consulat ordinaire pour l'année 405.
L'attaque de Radagaise (405-406)
La victoire sur Alaric n'est cependant qu'un répit : à la fin de l'année 405, un Ostrogoth du nom de Radagaise franchit les Alpes à la tête d'une imposante armée regroupant, autour des Ostrogoths, des Vandales, des Burgondes, des Suèves, des Alains et des Hérules et pénètre en Italie. Il mène une série de pillages dans la vallée du Pô, contourne la forteresse de Ravenne, devenue la nouvelle capitale impériale, puis parvient à traverser les Apennins et débouche en Étrurie avec Rome pour objectif. Stilicon décrète, pour repousser les barbares, toute une série de mesures d'urgence : des provinciaux sont intégrés dans l'armée sur la base du volontariat, de même que certains esclaves à qui l'on promet en récompense la liberté tandis qu'un impôt exceptionnel doit permettre de payer les contingents barbares au service de l'Empire. Les envahisseurs attaquent Florence mais doivent se retirer après l'intervention de l'armée de Stilicon arrivée de Pavie. Celui-ci repousse l'armée ennemie jusqu'aux hauteurs de Fiesole où il réussit à les encercler à l'été 406. Contraints par la famine, un grand nombre de soldats de Radagaise se rendent tandis que le reste est massacré. Le chef ostrogoth est capturé et exécuté le 23 août 406.
Stilicon est de nouveau célébré comme le sauveur de Rome. Tandis qu'un arc de triomphe, inauguré à Rome, commémore cette grande victoire, une statue d'or et d'argent dédiée « à Flavius Stilicon, clarissime et illustre, deux fois consul ordinaire, maître des deux milices, comte des domestiques et de l'écurie sacrée (…) associé à toutes les guerres et victoires » est élevé sur les Rostres au nom du peuple, « en raison de l'affection singulière et de la prévoyance qu'il a manifestées à son égard ».

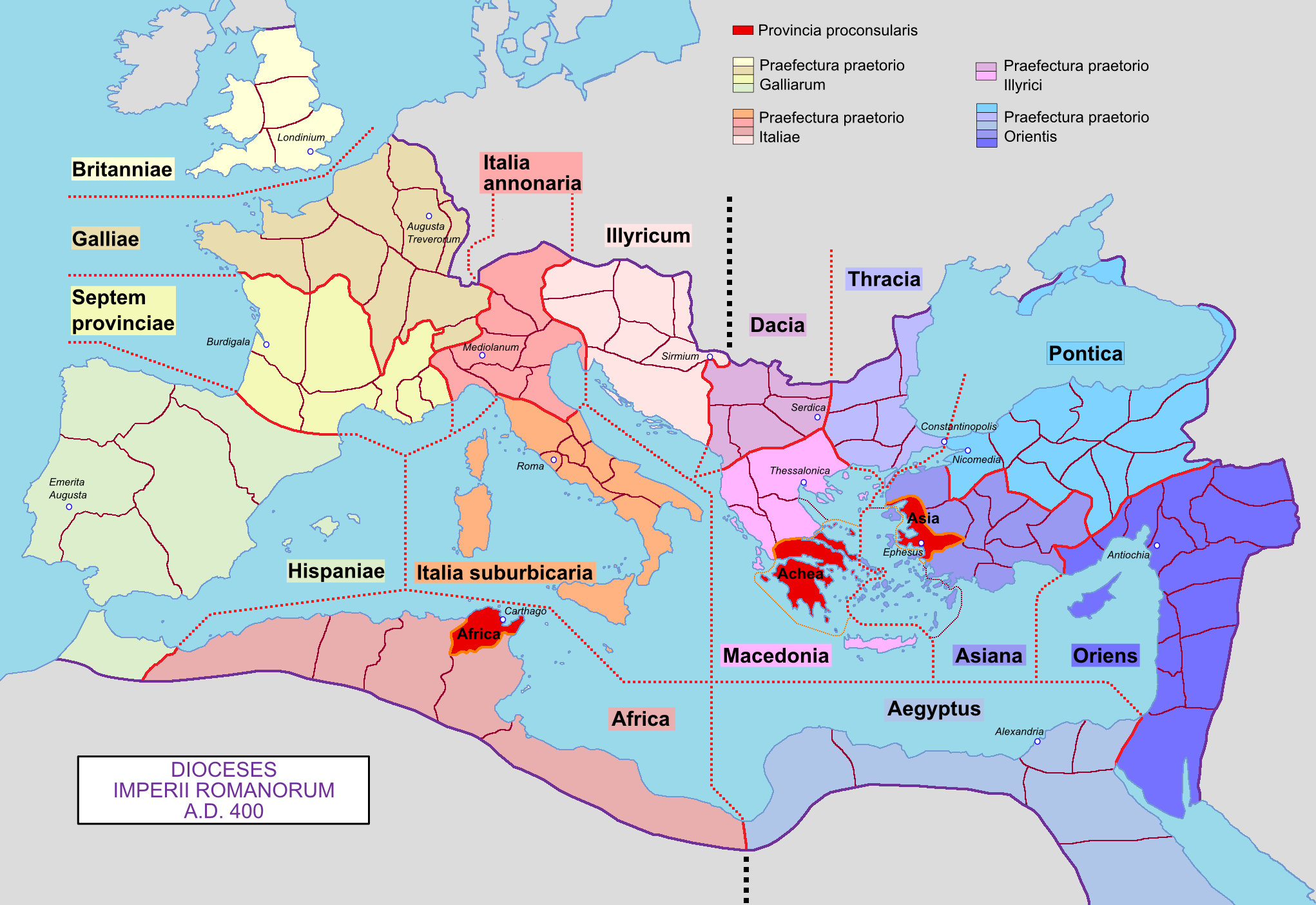
Diocèses de l'Empire romain en l'an 400.

#### Le conflit avec Arcadius autour de l'Illyrie (406-407)
Fort de ces succès, et alors que la cour d'Arcadius, entre les mains du parti anti-barbare, lui est résolument hostile, Stilicon envisage pour la première fois la possibilité d'une guerre avec l'Empire romain d'Orient.
Le point d'achoppement entre les deux Empires est, depuis la scission, la question de la possession de la préfecture d'Illyrie. En position de force, Stilicon exige à la fin de l'automne 406 de rassembler l'Illyrie orientale, sous l'autorité nominale d'Arcadius depuis 396, à la Pannonie qu'il contrôle déjà, en référence au partage de l'Empire tel qu'il avait été fait par Gratien en 379. Dans le même temps, Stilicon se rapproche d'Alaric, qui contrôle le territoire au nom d'Arcadius, et le nomme, à son tour, magister militum per Illyricum.
La perspective d'une guerre et de la rupture de la concordia fratrum est assez mal perçue par les élites romaines, et une opposition sourde aux projets de Stilicon commence à se faire entendre, encouragée en cela par le parti nationaliste.
Malgré cela, en 407, Stilicon ordonne la fermeture des ports d'Italie aux navires venant d'Orient tandis qu'Alaric prend possession de l'Épire au nom d'Honorius. Le généralissime s'apprête à traverser lui-même l'Adriatique quand court la rumeur de la mort d'Alaric. Certains historiens prétendent que cette rumeur aurait été propagée par Serena, inquiète quant au succès d'une telle expédition, d'autres en attribuent la responsabilité à la cour de Constantinople. Quoi qu'il en soit, si la rumeur se révèle vite fausse, Stilicon a perdu du temps ; deux événements imprévus l'obligent alors à différer la campagne sine die.

### La chute de Stilicon

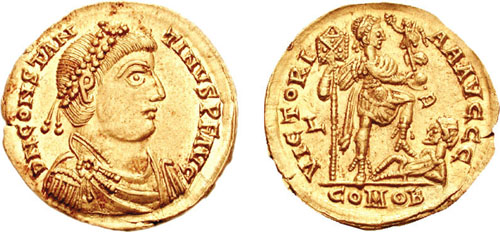
Constantin III (usurpateur romain), usurpateur en Occident de 407 à 411.

#### Le déferlement barbare en Gaule et l'usurpation de Constantin (407)
Dans la nuit du 31 décembre 406, des groupes de Vandales, d'Alains, de Suèves et de Burgondes traversent le Rhin gelé et submergent la garnison romaine de Mogontiacum. Ils se répandent ensuite en Gaule, qu'ils pillent et ravagent.
De plus, au cours de l'année 407, un général de l'armée de Bretagne, venu pour lutter contre les barbares, Constantin, se proclame Auguste à Trèves, préfecture du prétoire des Gaules, prenant le contrôle de la Gaule et des Germanies, puis de l'Hispanie, privant Honorius de la moitié de son Empire.
L'échec de la campagne contre Constantin
Stilicon demande à l'empereur de le laisser tout de même partir pour l'Illyrie afin de faire jonction avec les armées d'Alaric, dans le but de reconquérir les territoires usurpés par Constantin, mais l'empereur, qui prête de plus en plus l'oreille aux ennemis de son régent, refuse ; les accords passés avec Alaric sont annulés.
Durant l'automne 407, Stilicon doit conduire avec les seules légions romaines la campagne contre Constantin III. Envoyé en Gaule, le général Sarus assiège Valence où se trouve alors Constantin, mais il est repoussé et doit retraverser les Alpes.
À la suite de cet échec, l'opposition à Stilicon devient de plus en plus forte à Ravenne. Mais, après la mort de Marie, Honorius épouse tout de même la seconde fille de Stilicon, Thermantia, au début de l'année 408.
Négociations avec Alaric
Cependant, Alaric, qui avait occupé l'Épire en prévision de la campagne de Stilicon en Orient, n'a reçu aucune compensation pour l'annulation de l'expédition militaire prévue. Il occupe le Norique et exige le versement de 4 000 livres d'or. Stilicon porte l'affaire devant le Sénat, prônant l'apaisement et le versement de la somme demandée : d'après lui elle ne saurait être considérée « sous le jour odieux d'un tribut ou d'une rançon arrachée par les menaces d'un ennemi barbare », attendu qu'« Alaric avait fidèlement soutenu les justes prétentions de la république sur les provinces usurpées par les Grecs de Constantinople », c'est une récompense pour avoir servi les intérêts de l'empereur d'Occident. Au Sénat, l'opposition est très vive, mais le subside est finalement accordé afin d'assurer la paix de l'Italie et de conserver l'alliance du roi des Wisigoths. Lampadius, préfet de la Ville, à la tête des partisans de la guerre au nom de l'honneur de Rome s'écrie : « Ceci n'est point un traité de paix mais un pacte d'esclavage ! ». Cette victoire politique apparaît en fait une défaite morale pour le régent.

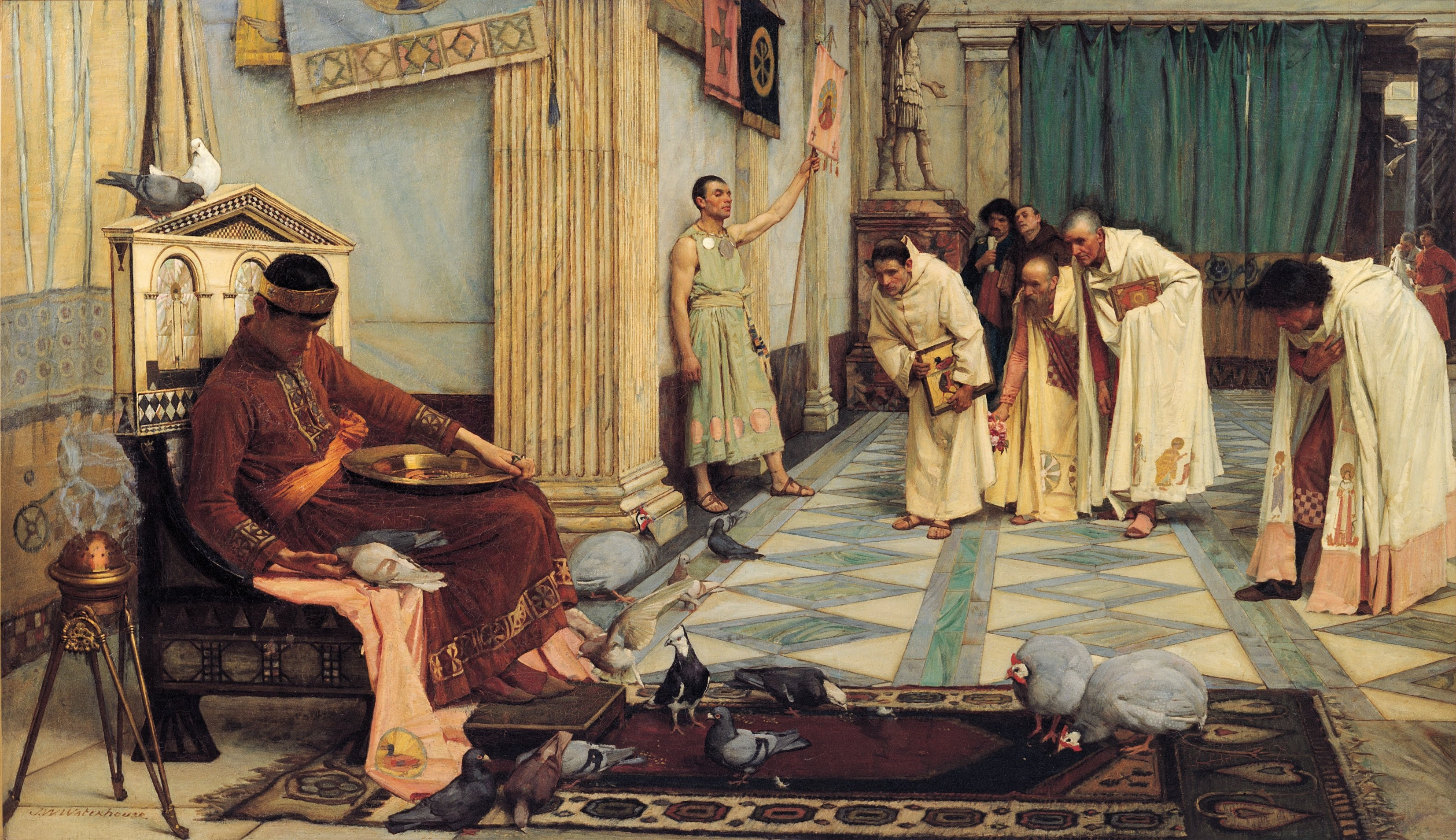
The Favorites of the Emperor Honorius, par John William Waterhouse, 1883.

#### La mort d'Arcadius (408) et ses conséquences
La nouvelle de la mort d'Arcadius, datant du 1er mai 408, se diffuse alors.
Mais Stilicon n'a plus l'autorité suffisante pour se poser en régent des deux Empires. Il s'efforce même de décourager Honorius d’aller à Constantinople prendre la tutelle de son neveu Théodose II , en raison des dangers du voyage. Stilicon propose de partir lui-même, sans aucune illusion sur le succès d'un tel voyage, tant le parti anti-barbare d'Anthémius y est puissant.
Honorius, de plus en plus influencé par le maître des offices, Olympius, extrêmement critique envers Stilicon, se laisse convaincre d'aller s'adresser aux armées rassemblées à Pavie, où les opposants à Stilicon sont en majorité. Arrivé sur place, l'empereur prononce contre Stilicon une harangue de la main d'Olympius.
Diffusant ensuite une rumeur selon laquelle le régent veut aller à Constantinople pour renverser Théodose II et mettre son fils (qui est le petit-fils de Théodose) sur le trône, Olympius déclenche, le 13 août 408, une émeute où sont massacrés tous les proches de Stilicon.
Terrifié par ce déchainement de violence, Honorius, sur les conseils d'Olympius, condamne les victimes et pardonne aux assassins. Au camp de Bologne, contre l'avis de ses généraux, Stilicon refuse de chercher la vengeance par les armes et de mener une armée principalement barbare contre l'empereur légitime. Il quitte Bologne pour Ravenne où sont retranchés Honorius et son favori.

#### La mort de Stilicon (22 août 408)
Sous prétexte que Stilicon chercherait maintenant à le renverser au profit de son fils, Olympius obtient d’Honorius l'ordre de placer le régent aux arrêts.
Averti, Stilicon se réfugie avec ses proches et ses domestiques dans l'enceinte protectrice d'une église de Ravenne. Au matin, des soldats aux ordres du comte Héraclien se présentent à l'évêque maître des lieux, promettant de laisser la vie sauve à Stilicon s'il consent à se remettre entre leurs mains. Stilicon calme ses gens, qui s'étaient armés pour pouvoir le défendre et, pleinement conscient du sort qui l'attend, se présente sur le perron où il est saisi par les hommes d'Héraclien.
Condamné par l'empereur pour crime contre l'État, Stilicon meurt le 22 août 408.
Peu après, son fils Eucher, qui a refusé de s'enfuir, est à son tour arrêté et exécuté, tandis que l'impératrice Thermentia, sa fille, est disgraciée avant d’être éloignée de la cour.
Les proches de Stilicon sont aussi arrêtés, certains assassinés (le chef des notaires, Pierre, et le grand chambellan, Deuterius) et leur fortune confisquée.
Dans les villes d'Italie, une violente et sanglante réaction anti-barbare pousse de nombreux fédérés à rejoindre Alaric .

## La politique impériale sous la régence de Stilicon

### La poursuite de la «barbarisation» de l'armée
La politique de Théodose
À son accession au trône, Théodose, qui s'aperçoit que les effectifs et l'efficacité de l'armée romaine ne permettent plus de contenir les poussées des barbares, met en place une politique visant à les intégrer massivement. Si ses prédécesseurs avaient permis l'implantation sur le territoire de barbares vaincus et leur entrée dans l'armée, Théodose laisse des peuples entiers s'installer dans l'Empire. Ainsi, en 382, pour mettre fin à plusieurs années de guerre en Illyrie, il signe un fœdus avec les Wisigoths d'Athanaric et leur offre des terres en Mésie. En parallèle, un grand nombre d'officiers d'ascendance barbare sont acceptés à des postes de commandement importants, cette fois tant dans l'Orient de Théodose que dans l'Occident de Gratien. C'est ainsi que les Francs Arbogast et Bauto, les Goths Gaïnas ou Tribigild ou le demi-Vandale Stilicon atteignent le sommet de la hiérarchie militaire.
La politique de Stilicon
Cette politique, parfois qualifiée de « philobarbare », est poursuivie par Stilicon devenu régent. En 401, les Vandales et Alains, après avoir envahi les provinces de Rhétie et de Norique et été vaincu par Stilicon, sont installés en Italie du Nord et incorporés dans l'armée. En 406, après la victoire sur Radagaise, plusieurs contingents de vaincus sont intégrés aux légions de l'Empire.
La personne même de Stilicon facilite cette alliance avec les peuples germaniques et en fait un protecteur naturel des barbares romanisés. Le généralissime est entouré d’une clientèle barbare, comprenant les Goths Sarus et Gaïnas et l'Alain Saul ; il confie sa protection à une garde hunnique.
Ce parti pris pro-barbare est fondé sur le constat de la gravité de la situation militaire. Le manque de soldats reste une importante source d'inquiétude et la faiblesse de l'enrôlement oblige le régent à recourir toujours plus aux troupes auxiliaires ; ainsi lors des offensives barbares en Italie de 401 et de 406, Stilicon a beaucoup de mal à réunir suffisamment de troupes  pour combattre les envahisseurs. Il est contraint de rappeler les soldats des provinces moins directement menacées, en Gaule et en Bretagne, pour augmenter ses effectifs et doit engager de nouveaux fédérés, comme le Hun Uldin en 405.
Bien que certains de ces auxiliaires soient très peu romanisés, leur fidélité ne se dément pas du temps de la régence de Stilicon. Ce sont des Francs ripuaires, dotés du statut de Lètes, qui, durant l'hiver 406-407, défendent quasiment seuls la frontière du Rhin et résistent courageusement face aux armées barbares. Le roi des Vandales, Godégisel, est même tué, au cours de la bataille de Mayence, avant que l'intervention des Alains de Respendial ne parvienne à submerger les défenseurs de l'Empire.
Mais cette fidélité des troupes barbares s'attache plus à Stilicon lui-même qu'à la cour d'Occident. Lorsqu'en 408, les proches du régent sont massacrés à Pavie, les fédérés poussent, en effet, leur général à se retourner les armes à la main contre Honorius et son ministre Olympius.
Le sentiment anti-barbare des Romains de souche
Ce rôle grandissant des peuples germaniques dans l'Empire fait naître en contrepartie un sentiment anti-barbares dans les populations romaines. Ce courant xénophobe prend une importance croissante à la fin du IVe siècle, se traduisant par de violentes émeutes populaires, comme celle de Thessalonique en 390 contre le gouverneur Botheric, ou celle de Constantinople en 400, où des milliers de Goths trouvent la mort à la chute de Gaïnas. La littérature témoigne aussi de ce sentiment, ainsi les écrits de Synésios de Cyrène, Discours sur la royauté ou Sur la Providence, qui critiquent l'influence des barbares à la cour d'Orient. Le philosophe écrit : « Reprenons des sentiments dignes des Romains ; accoutumons-nous à ne devoir qu’à nous-mêmes nos triomphes ; plus d’alliance avec les barbares ! Qu’aucune place ne leur soit laissée dans l’État ! ».
Le rejet de la politique de Théodose et de Stilicon s’aggrave lors des opérations militaires menées par les Wisigoths d'Alaric à partir de 395, en contradiction avec le fœdus de 382.
La législation impériale répond partiellement à ce souci. L'armée n'est évidemment pas purgée de ses contingents barbares, mais des lois viennent rassurer les populations en défendant les valeurs romaines. Par exemple, il est décrété, au nom des empereurs Arcadius et Honorius : « À l'intérieur de la ville de Rome, personne ne portera de pantalons ou de bottes. Quiconque persistera, après la règle de notre clémence, sera puni selon son statut juridique et expulsé de notre ville sacrée. »
Mais cela ne suffit pas : la mort de Stilicon, le « brigand public » qui aurait voulu « enrichir et agiter les barbares », déclenche une nouvelle série d'émeutes contre les « ennemis de l'intérieur ».

### Le triomphe du christianisme nicéen
La politique de Théodose
Durant le règne de Théodose, la politique impériale est favorable au christianisme contre le paganisme, et à la doctrine de Nicée contre les « hérésies » chrétiennes. Le paganisme est de moins en moins toléré : les sacrifices sont proscrits, la fréquentation des temples interdite, et finalement même les pratiques religieuses en privé sont frappées d'anathème.
Les hérésies chrétiennes, notamment l’arianisme, sont vigoureusement combattues. Par l’édit de Thessalonique du 28 février 380,Théodose et Gratien font du symbole de Nicée la doctrine officielle du christianisme,. Malgré cela, l'arianisme, décrété hérétique dès 325, condamnation réitérée par le concile de Constantinople, n'en demeure pas moins très répandu en Orient à la mort de Théodose, tant chez les Romains que chez les Barbares. 
La religion de Stilicon
En ce qui concerne Stilicon, il est chrétien, et, contrairement à ce qui est parfois avancé, probablement nicéen, compte tenu de ses liens avec Théodose. Par ailleurs, Serena, très hostile au paganisme est clairement nicéenne.
La politique religieuse de Stilicon

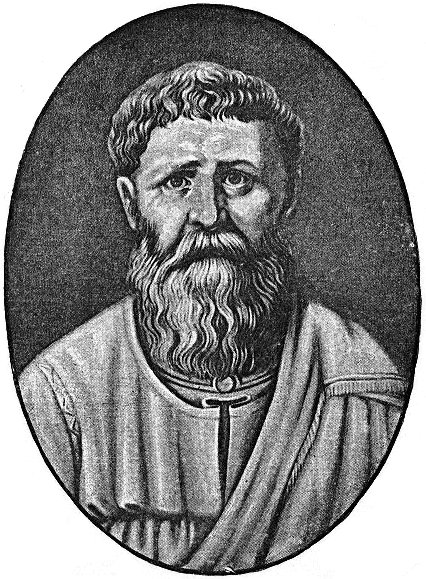
Saint Augustin, évêque d'Hippone, obtient l'interdiction du donatisme pour hérésie.

Le régent et son prince approfondissent donc les lois contre les pratiquants de l’arianisme.
Ils font également condamner, à la demande de l'évêque Augustin d'Hippone, le donatisme comme hérésie.
Stilicon maintient les législations contre les païens, mais semble les appliquer avec moins de zèle que les empereurs d'Orient. Il fait, par exemple, protéger les temples païens, avec pour argument la volonté ne pas dénaturer les cités romaines. Il s'entoure, de plus, de païens notoires, tels son panégyriste, Claudien, et traite avec déférence le Sénat de Rome, où les anciens cultes sont encore très pratiqués.
Néanmoins, à partir des années 404-406, alors que Stilicon est au faîte de sa puissance, plusieurs lois contraignantes pour les païens sont prises en Occident, comme l'interdiction de la gladiature.
Stilicon aurait même fait brûler les Livres sibyllins, sacrés pour les païens. D'après M. S. Reinach, il y aurait eu dans ces ouvrages une prophétie remontant à la fondation de Rome, selon laquelle, Romulus ayant vu douze vautours s'envoler du mont Palatin, la puissance romaine serait limitée à douze siècles. En éliminant la prophétie, Stilicon aurait espéré faire oublier à ses concitoyens que les douze siècles étaient presque écoulés. Cette destruction s'inscrit de toute façon dans un plan cohérent de lutte pour le christianisme nicéen, et donc contre le paganisme.
De fait certains Romains, notamment les sénateurs de Rome, s'opposent à cette politique, et les ultimes tenants du paganisme grossissent les rangs des adversaires du régent. Ainsi, retrouve-t-on dans De Reditu suo de Rutilius Namatianus la condamnation de l'incendie des livres sacrés mise en parallèle avec le rejet de la politique de barbarisation. Namatianus écrit : « Le traître ne s'est pas contenté d'attaquer [Rome] avec les armes des Goths ; il a anéanti, avec les Livres sibyllins, l'avenir révélé à Rome. […] Que les tourments de l'infernal Néron soient suspendus ! Une ombre plus coupable doit appeler sur elle les flambeaux des Furies. Néron n'a frappé qu'une mortelle ; c'est une immortelle qu'a frappé Stilicon : l'un a tué sa mère, l'autre la mère du monde. ».

### La politique d'Honorius après la mort de Stilicon

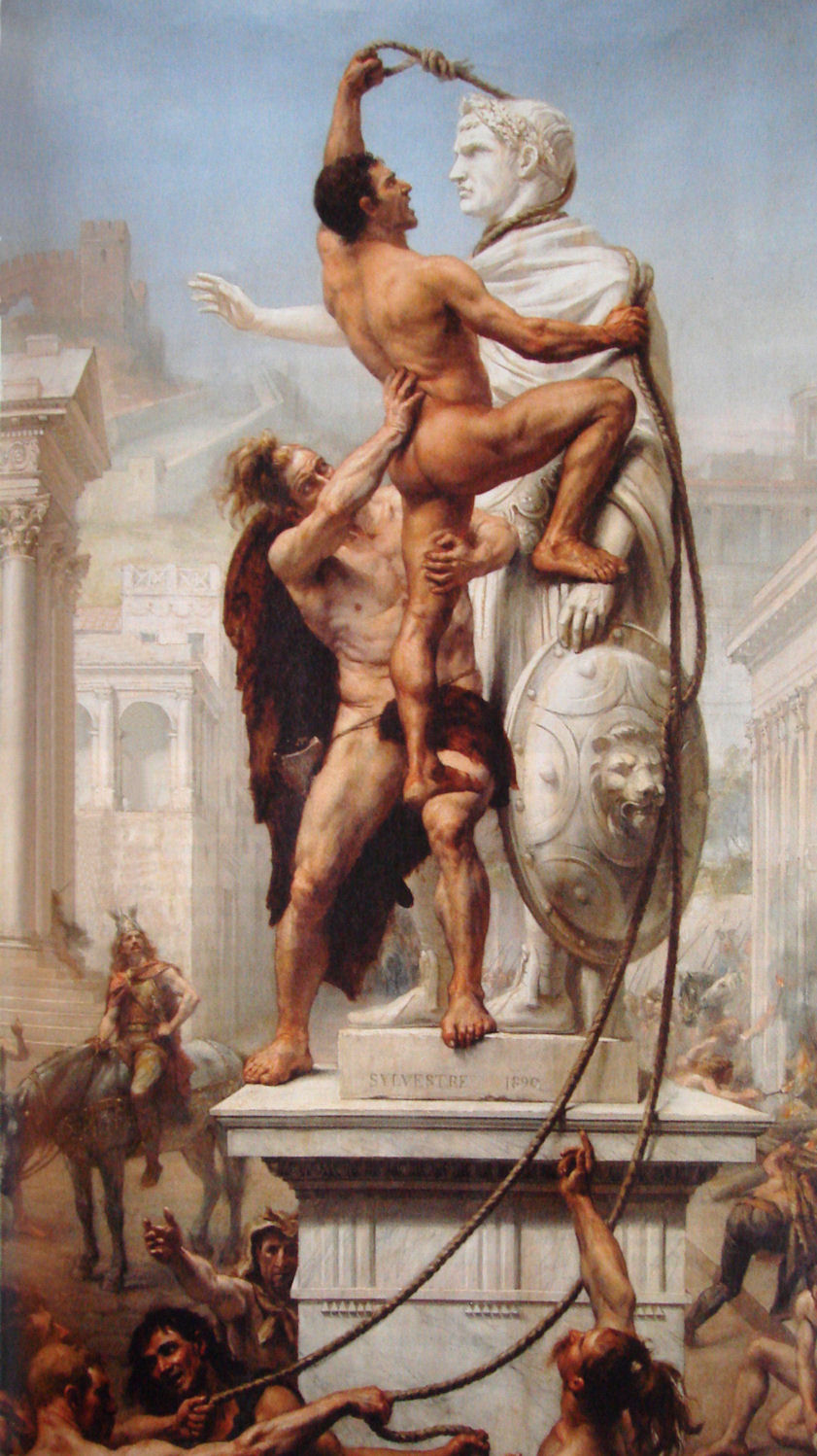
Sac de Rome par Alaric en août 410 vu par Joseph-Noël Sylvestre.

La mort de Stilicon signe la victoire des ennemis des barbares. De même qu'en Orient, où, sous l'égide d'Aurélien puis d'Anthémius, les officiers romains d'ascendance barbare avaient été chassés ou exécutés, le parti antibarbare se déchaîne à l'automne 408 en Occident. Dans les villes d'Italie, les femmes et enfants des soldats barbares sont agressés et parfois massacrés par les troupes sans que le pouvoir impérial fasse quoi que ce soit pour enrayer la frénésie populaire. Dans le même temps, les officiers d'origine barbare sont près de trente mille à quitter Rome et l'Italie pour Alaric et l'Illyrie.
Dans le même temps, si les relations d'Honorius avec l'empire d'Orient connaissent une sensible amélioration, de sorte que le blocus maritime est définitivement levé en décembre 408, celles avec Alaric s'avèrent catastrophiques. Le roi des Wisigoths perd son titre de magister militum et exige de nouvelles compensations financières que les ministres d'Honorius rechignent à payer. Ne souhaitant pas rompre avec l'empereur, si Alaric demande le versement du subside, il propose un échange d'otage pour garantir la paix. Il demande que lui soient envoyés Ætius et Jason, fils des deux principaux officiers de l'Empire en échange de jeunes nobles wisigoths. Encouragé par Olympius, Honorius refuse ce qu'il prend pour un aveu de faiblesse et se prépare à la guerre. L'armée n'est pas mise sous le commandement du général goth Sarus, un homme de Stilicon, et est confiée à trois officiers moins expérimentés. Privé d'un commandant efficace, la campagne est un désastre : dès octobre 408, Alaric s'élance pour une troisième fois en Italie, pille Aquilée, Vérone, Crémone, Concordia et Altinum et parvient en novembre 408 sous les murs de Rome. Les cargaisons de blé destinées à nourrir la ville pour l'hiver, toujours embarquées sur les navires au mouillage à Portus, sont saisies tandis que Rome est mise au siège. L'armée d'Honorius, privée de plusieurs de ses officiers supérieurs les plus compétents, ne parvient pas à arrêter Alaric et l'exploit de Stilicon n'est pas réitéré.
Le Sénat fait alors comparaître Serena pour trahison, sur la demande de Galla Placidia, fille de Théodose. Accusée d'avoir appelé Alaric en Italie pour venger son mari, elle est étranglée, ce qui ne change rien aux projets du barbare. Un accord finit toutefois par être trouvé, et Alaric contre otages et rançon accepte la levée du siège. Des négociations s'ouvrent, sans résultats probants. Après un deuxième siège, entrecoupé de négociations, Alaric encercle une troisième fois la ville. Le 24 août 410, presque deux ans, jour pour jour, après la mort de Stilicon, la première ville de l'Empire tombe et est mise à sac par les Wisigoths.

## Points particuliers

### Arbre généalogique de la dynastie de Théodose
|                                      |                                      |                                      |                                      |                                      |                                      |          |          |                           |                           | Valentinien Ier 321 - †375 | Valentinien Ier 321 - †375 | Valentinien Ier 321 - †375 | Valentinien Ier 321 - †375 | Valentinien Ier 321 - †375  | Valentinien Ier 321 - †375 |                          |                          | Justine                     | Justine                     | Justine                     | Justine                     | Justine                     | Justine                     |                            |                            | Théodose l'Ancien          | Théodose l'Ancien          | Théodose l'Ancien   | Théodose l'Ancien   | Théodose l'Ancien      | Théodose l'Ancien      |                        |                        | Thermantia             | Thermantia             | Thermantia      | Thermantia      | Thermantia      | Thermantia      |                                   |                                   |                                   |                                   |                                   |                                   |                     |                     |                                     |                                     |                                     |                                     |                                      |                                      |                                      |                                      |                                        |                                        |                                        |                                        |                                        |                                        |       |       |       |       |          |          |          |          |          |          |        |        |          |          |          |          |            |            |            |            |            |            |
|                                      |                                      |                                      |                                      |                                      |                                      |          |          |                           |                           | Valentinien Ier 321 - †375 | Valentinien Ier 321 - †375 | Valentinien Ier 321 - †375 | Valentinien Ier 321 - †375 | Valentinien Ier 321 - †375  | Valentinien Ier 321 - †375 |                          |                          | Justine                     | Justine                     | Justine                     | Justine                     | Justine                     | Justine                     |                            |                            | Théodose l'Ancien          | Théodose l'Ancien          | Théodose l'Ancien   | Théodose l'Ancien   | Théodose l'Ancien      | Théodose l'Ancien      |                        |                        | Thermantia             | Thermantia             | Thermantia      | Thermantia      | Thermantia      | Thermantia      |                                   |                                   |                                   |                                   |                                   |                                   |                     |                     |                                     |                                     |                                     |                                     |                                      |                                      |                                      |                                      |                                        |                                        |                                        |                                        |                                        |                                        |       |       |       |       |          |          |          |          |          |          |        |        |          |          |          |          |            |            |            |            |            |            |
|                                      |                                      |                                      |                                      |                                      |                                      |          |          |                           |                           |                            |                            |                            |                            |                             |                            |                          |                          |                             |                             |                             |                             |                             |                             |                            |                            |                            |                            |                     |                     |                        |                        |                        |                        |                        |                        |                 |                 |                 |                 |                                   |                                   |                                   |                                   |                                   |                                   |                     |                     |                                     |                                     |                                     |                                     |                                      |                                      |                                      |                                      |                                        |                                        |                                        |                                        |                                        |                                        |       |       |       |       |          |          |          |          |          |          |        |        |          |          |          |          |            |            |            |            |            |            |
|                                      |                                      |                                      |                                      |                                      |                                      |          |          |                           |                           |                            |                            |                            |                            |                             |                            |                          |                          |                             |                             |                             |                             |                             |                             |                            |                            |                            |                            |                     |                     |                        |                        |                        |                        |                        |                        |                 |                 |                 |                 |                                   |                                   |                                   |                                   |                                   |                                   |                     |                     |                                     |                                     |                                     |                                     |                                      |                                      |                                      |                                      |                                        |                                        |                                        |                                        |                                        |                                        |       |       |       |       |          |          |          |          |          |          |        |        |          |          |          |          |            |            |            |            |            |            |
|                                      |                                      |                                      |                                      |                                      |                                      |          |          |                           |                           |                            |                            |                            |                            | Aelia Galla                 | Aelia Galla                | Aelia Galla              | Aelia Galla              | Aelia Galla                 | Aelia Galla                 |                             |                             | Théodose Ier 379 - †395     | Théodose Ier 379 - †395     | Théodose Ier 379 - †395    | Théodose Ier 379 - †395    | Théodose Ier 379 - †395    | Théodose Ier 379 - †395    |                     |                     | Aelia Flacilla         | Aelia Flacilla         | Aelia Flacilla         | Aelia Flacilla         | Aelia Flacilla         | Aelia Flacilla         |                 |                 |                 |                 |                                   |                                   |                                   |                                   |                                   |                                   |                     |                     |                                     |                                     |                                     |                                     |                                      |                                      |                                      |                                      |                                        |                                        |                                        |                                        |                                        |                                        |       |       |       |       | Honorius | Honorius | Honorius | Honorius | Honorius | Honorius |        |        |          |          |          |          |            |            |            |            |            |            |
|                                      |                                      |                                      |                                      |                                      |                                      |          |          |                           |                           |                            |                            |                            |                            | Aelia Galla                 | Aelia Galla                | Aelia Galla              | Aelia Galla              | Aelia Galla                 | Aelia Galla                 |                             |                             | Théodose Ier 379 - †395     | Théodose Ier 379 - †395     | Théodose Ier 379 - †395    | Théodose Ier 379 - †395    | Théodose Ier 379 - †395    | Théodose Ier 379 - †395    |                     |                     | Aelia Flacilla         | Aelia Flacilla         | Aelia Flacilla         | Aelia Flacilla         | Aelia Flacilla         | Aelia Flacilla         |                 |                 |                 |                 |                                   |                                   |                                   |                                   |                                   |                                   |                     |                     |                                     |                                     |                                     |                                     |                                      |                                      |                                      |                                      |                                        |                                        |                                        |                                        |                                        |                                        |       |       |       |       | Honorius | Honorius | Honorius | Honorius | Honorius | Honorius |        |        |          |          |          |          |            |            |            |            |            |            |
|                                      |                                      |                                      |                                      |                                      |                                      |          |          |                           |                           |                            |                            |                            |                            |                             |                            |                          |                          |                             |                             |                             |                             |                             |                             |                            |                            |                            |                            |                     |                     |                        |                        |                        |                        |                        |                        |                 |                 |                 |                 |                                   |                                   |                                   |                                   |                                   |                                   |                     |                     |                                     |                                     |                                     |                                     |                                      |                                      |                                      |                                      |                                        |                                        |                                        |                                        |                                        |                                        |       |       |       |       |          |          |          |          |          |          |        |        |          |          |          |          |            |            |            |            |            |            |
|                                      |                                      |                                      |                                      |                                      |                                      |          |          |                           |                           |                            |                            |                            |                            |                             |                            |                          |                          |                             |                             |                             |                             |                             |                             |                            |                            |                            |                            |                     |                     |                        |                        |                        |                        |                        |                        |                 |                 |                 |                 |                                   |                                   |                                   |                                   |                                   |                                   |                     |                     |                                     |                                     |                                     |                                     |                                      |                                      |                                      |                                      |                                        |                                        |                                        |                                        |                                        |                                        |       |       |       |       |          |          |          |          |          |          |        |        |          |          |          |          |            |            |            |            |            |            |
| Athaulf roi des Wisigoths 411 - †415 | Athaulf roi des Wisigoths 411 - †415 | Athaulf roi des Wisigoths 411 - †415 | Athaulf roi des Wisigoths 411 - †415 | Athaulf roi des Wisigoths 411 - †415 | Athaulf roi des Wisigoths 411 - †415 |          |          | Galla Placidia 388 - †450 | Galla Placidia 388 - †450 | Galla Placidia 388 - †450  | Galla Placidia 388 - †450  | Galla Placidia 388 - †450  | Galla Placidia 388 - †450  |                             |                            | Constance III †421       | Constance III †421       | Constance III †421          | Constance III †421          | Constance III †421          | Constance III †421          |                             |                             | Arcadius 395 - †408        | Arcadius 395 - †408        | Arcadius 395 - †408        | Arcadius 395 - †408        | Arcadius 395 - †408 | Arcadius 395 - †408 |                        |                        | Eudoxie                | Eudoxie                | Eudoxie                | Eudoxie                | Eudoxie         | Eudoxie         |                 |                 | Marie fille de Stilicon et Serena | Marie fille de Stilicon et Serena | Marie fille de Stilicon et Serena | Marie fille de Stilicon et Serena | Marie fille de Stilicon et Serena | Marie fille de Stilicon et Serena |                     |                     | Honorius 395 - †423                 | Honorius 395 - †423                 | Honorius 395 - †423                 | Honorius 395 - †423                 | Honorius 395 - †423                  | Honorius 395 - †423                  |                                      |                                      | Thermantia fille de Stilicon et Serena | Thermantia fille de Stilicon et Serena | Thermantia fille de Stilicon et Serena | Thermantia fille de Stilicon et Serena | Thermantia fille de Stilicon et Serena | Thermantia fille de Stilicon et Serena |       |       |       |       | Serena   | Serena   | Serena   | Serena   | Serena   | Serena   |        |        | Stilicon | Stilicon | Stilicon | Stilicon | Stilicon   | Stilicon   |            |            |            |            |
| Athaulf roi des Wisigoths 411 - †415 | Athaulf roi des Wisigoths 411 - †415 | Athaulf roi des Wisigoths 411 - †415 | Athaulf roi des Wisigoths 411 - †415 | Athaulf roi des Wisigoths 411 - †415 | Athaulf roi des Wisigoths 411 - †415 |          |          | Galla Placidia 388 - †450 | Galla Placidia 388 - †450 | Galla Placidia 388 - †450  | Galla Placidia 388 - †450  | Galla Placidia 388 - †450  | Galla Placidia 388 - †450  |                             |                            | Constance III †421       | Constance III †421       | Constance III †421          | Constance III †421          | Constance III †421          | Constance III †421          |                             |                             | Arcadius 395 - †408        | Arcadius 395 - †408        | Arcadius 395 - †408        | Arcadius 395 - †408        | Arcadius 395 - †408 | Arcadius 395 - †408 |                        |                        | Eudoxie                | Eudoxie                | Eudoxie                | Eudoxie                | Eudoxie         | Eudoxie         |                 |                 | Marie fille de Stilicon et Serena | Marie fille de Stilicon et Serena | Marie fille de Stilicon et Serena | Marie fille de Stilicon et Serena | Marie fille de Stilicon et Serena | Marie fille de Stilicon et Serena |                     |                     | Honorius 395 - †423                 | Honorius 395 - †423                 | Honorius 395 - †423                 | Honorius 395 - †423                 | Honorius 395 - †423                  | Honorius 395 - †423                  |                                      |                                      | Thermantia fille de Stilicon et Serena | Thermantia fille de Stilicon et Serena | Thermantia fille de Stilicon et Serena | Thermantia fille de Stilicon et Serena | Thermantia fille de Stilicon et Serena | Thermantia fille de Stilicon et Serena |       |       |       |       | Serena   | Serena   | Serena   | Serena   | Serena   | Serena   |        |        | Stilicon | Stilicon | Stilicon | Stilicon | Stilicon   | Stilicon   |            |            |            |            |
|                                      |                                      |                                      |                                      |                                      |                                      |          |          |                           |                           |                            |                            |                            |                            |                             |                            |                          |                          |                             |                             |                             |                             |                             |                             |                            |                            |                            |                            |                     |                     |                        |                        |                        |                        |                        |                        |                 |                 |                 |                 |                                   |                                   |                                   |                                   |                                   |                                   |                     |                     |                                     |                                     |                                     |                                     |                                      |                                      |                                      |                                      |                                        |                                        |                                        |                                        |                                        |                                        |       |       |       |       |          |          |          |          |          |          |        |        |          |          |          |          |            |            |            |            |            |            |
|                                      |                                      |                                      |                                      |                                      |                                      |          |          |                           |                           |                            |                            |                            |                            |                             |                            |                          |                          |                             |                             |                             |                             |                             |                             |                            |                            |                            |                            |                     |                     |                        |                        |                        |                        |                        |                        |                 |                 |                 |                 |                                   |                                   |                                   |                                   |                                   |                                   |                     |                     |                                     |                                     |                                     |                                     |                                      |                                      |                                      |                                      |                                        |                                        |                                        |                                        |                                        |                                        |       |       |       |       |          |          |          |          |          |          |        |        |          |          |          |          |            |            |            |            |            |            |
|                                      |                                      |                                      |                                      | Théodose                             | Théodose                             | Théodose | Théodose | Théodose                  | Théodose                  |                            |                            | Honoria                    | Honoria                    | Honoria                     | Honoria                    | Honoria                  | Honoria                  |                             |                             |                             |                             | Valentinien III 419 - †455  | Valentinien III 419 - †455  | Valentinien III 419 - †455 | Valentinien III 419 - †455 | Valentinien III 419 - †455 | Valentinien III 419 - †455 |                     |                     | Théodose II 401 - †450 | Théodose II 401 - †450 | Théodose II 401 - †450 | Théodose II 401 - †450 | Théodose II 401 - †450 | Théodose II 401 - †450 |                 |                 | Eudocie         | Eudocie         | Eudocie                           | Eudocie                           | Eudocie                           | Eudocie                           |                                   |                                   | Pulchérie           | Pulchérie           | Pulchérie                           | Pulchérie                           | Pulchérie                           | Pulchérie                           |                                      |                                      | Marcien 450 - †457                   | Marcien 450 - †457                   | Marcien 450 - †457                     | Marcien 450 - †457                     | Marcien 450 - †457                     | Marcien 450 - †457                     |                                        |                                        | Marie | Marie | Marie | Marie | Marie    | Marie    |          |          | Eucher   | Eucher   | Eucher | Eucher | Eucher   | Eucher   |          |          | Thermantia | Thermantia | Thermantia | Thermantia | Thermantia | Thermantia |
|                                      |                                      |                                      |                                      | Théodose                             | Théodose                             | Théodose | Théodose | Théodose                  | Théodose                  |                            |                            | Honoria                    | Honoria                    | Honoria                     | Honoria                    | Honoria                  | Honoria                  |                             |                             |                             |                             | Valentinien III 419 - †455  | Valentinien III 419 - †455  | Valentinien III 419 - †455 | Valentinien III 419 - †455 | Valentinien III 419 - †455 | Valentinien III 419 - †455 |                     |                     | Théodose II 401 - †450 | Théodose II 401 - †450 | Théodose II 401 - †450 | Théodose II 401 - †450 | Théodose II 401 - †450 | Théodose II 401 - †450 |                 |                 | Eudocie         | Eudocie         | Eudocie                           | Eudocie                           | Eudocie                           | Eudocie                           |                                   |                                   | Pulchérie           | Pulchérie           | Pulchérie                           | Pulchérie                           | Pulchérie                           | Pulchérie                           |                                      |                                      | Marcien 450 - †457                   | Marcien 450 - †457                   | Marcien 450 - †457                     | Marcien 450 - †457                     | Marcien 450 - †457                     | Marcien 450 - †457                     |                                        |                                        | Marie | Marie | Marie | Marie | Marie    | Marie    |          |          | Eucher   | Eucher   | Eucher | Eucher | Eucher   | Eucher   |          |          | Thermantia | Thermantia | Thermantia | Thermantia | Thermantia | Thermantia |
|                                      |                                      |                                      |                                      |                                      |                                      |          |          |                           |                           |                            |                            |                            |                            |                             |                            |                          |                          |                             |                             |                             |                             |                             |                             |                            |                            |                            |                            |                     |                     |                        |                        |                        |                        |                        |                        |                 |                 |                 |                 |                                   |                                   |                                   |                                   |                                   |                                   |                     |                     |                                     |                                     |                                     |                                     |                                      |                                      |                                      |                                      |                                        |                                        |                                        |                                        |                                        |                                        |       |       |       |       |          |          |          |          |          |          |        |        |          |          |          |          |            |            |            |            |            |            |
|                                      |                                      |                                      |                                      |                                      |                                      |          |          |                           |                           |                            |                            |                            |                            |                             |                            |                          |                          |                             |                             |                             |                             |                             |                             |                            |                            |                            |                            |                     |                     |                        |                        |                        |                        |                        |                        | Licinia Eudoxia | Licinia Eudoxia | Licinia Eudoxia | Licinia Eudoxia | Licinia Eudoxia                   | Licinia Eudoxia                   |                                   |                                   | Pétrone Maxime †455               | Pétrone Maxime †455               | Pétrone Maxime †455 | Pétrone Maxime †455 | Pétrone Maxime †455                 | Pétrone Maxime †455                 |                                     |                                     | Genséric roi des Vandales 428 - †477 | Genséric roi des Vandales 428 - †477 | Genséric roi des Vandales 428 - †477 | Genséric roi des Vandales 428 - †477 | Genséric roi des Vandales 428 - †477   | Genséric roi des Vandales 428 - †477   |                                        |                                        |                                        |                                        |       |       |       |       |          |          |          |          |          |          |        |        |          |          |          |          |            |            |            |            |            |            |
|                                      |                                      |                                      |                                      |                                      |                                      |          |          |                           |                           |                            |                            |                            |                            |                             |                            |                          |                          |                             |                             |                             |                             |                             |                             |                            |                            |                            |                            |                     |                     |                        |                        |                        |                        |                        |                        | Licinia Eudoxia | Licinia Eudoxia | Licinia Eudoxia | Licinia Eudoxia | Licinia Eudoxia                   | Licinia Eudoxia                   |                                   |                                   | Pétrone Maxime †455               | Pétrone Maxime †455               | Pétrone Maxime †455 | Pétrone Maxime †455 | Pétrone Maxime †455                 | Pétrone Maxime †455                 |                                     |                                     | Genséric roi des Vandales 428 - †477 | Genséric roi des Vandales 428 - †477 | Genséric roi des Vandales 428 - †477 | Genséric roi des Vandales 428 - †477 | Genséric roi des Vandales 428 - †477   | Genséric roi des Vandales 428 - †477   |                                        |                                        |                                        |                                        |       |       |       |       |          |          |          |          |          |          |        |        |          |          |          |          |            |            |            |            |            |            |
|                                      |                                      |                                      |                                      |                                      |                                      |          |          |                           |                           |                            |                            |                            |                            |                             |                            |                          |                          |                             |                             |                             |                             |                             |                             |                            |                            |                            |                            |                     |                     |                        |                        |                        |                        |                        |                        |                 |                 |                 |                 |                                   |                                   |                                   |                                   |                                   |                                   |                     |                     |                                     |                                     |                                     |                                     |                                      |                                      |                                      |                                      |                                        |                                        |                                        |                                        |                                        |                                        |       |       |       |       |          |          |          |          |          |          |        |        |          |          |          |          |            |            |            |            |            |            |
|                                      |                                      |                                      |                                      |                                      |                                      |          |          |                           |                           |                            |                            |                            |                            |                             |                            |                          |                          |                             |                             |                             |                             |                             |                             |                            |                            |                            |                            |                     |                     |                        |                        |                        |                        |                        |                        |                 |                 |                 |                 |                                   |                                   |                                   |                                   |                                   |                                   |                     |                     |                                     |                                     |                                     |                                     |                                      |                                      |                                      |                                      |                                        |                                        |                                        |                                        |                                        |                                        |       |       |       |       |          |          |          |          |          |          |        |        |          |          |          |          |            |            |            |            |            |            |
|                                      |                                      |                                      |                                      |                                      |                                      |          |          |                           |                           |                            |                            |                            |                            | Olybrius (empereur) †472    | Olybrius (empereur) †472   | Olybrius (empereur) †472 | Olybrius (empereur) †472 | Olybrius (empereur) †472    | Olybrius (empereur) †472    |                             |                             | Galla Placidia la Jeune     | Galla Placidia la Jeune     | Galla Placidia la Jeune    | Galla Placidia la Jeune    | Galla Placidia la Jeune    | Galla Placidia la Jeune    |                     |                     |                        |                        |                        |                        |                        |                        |                 |                 |                 |                 |                                   |                                   |                                   |                                   | Eudoxia                           | Eudoxia                           | Eudoxia             | Eudoxia             | Eudoxia                             | Eudoxia                             |                                     |                                     | Hunéric roi des Vandales 477 - †484  | Hunéric roi des Vandales 477 - †484  | Hunéric roi des Vandales 477 - †484  | Hunéric roi des Vandales 477 - †484  | Hunéric roi des Vandales 477 - †484    | Hunéric roi des Vandales 477 - †484    |                                        |                                        |                                        |                                        |       |       |       |       |          |          |          |          |          |          |        |        |          |          |          |          |            |            |            |            |            |            |
|                                      |                                      |                                      |                                      |                                      |                                      |          |          |                           |                           |                            |                            |                            |                            | Olybrius (empereur) †472    | Olybrius (empereur) †472   | Olybrius (empereur) †472 | Olybrius (empereur) †472 | Olybrius (empereur) †472    | Olybrius (empereur) †472    |                             |                             | Galla Placidia la Jeune     | Galla Placidia la Jeune     | Galla Placidia la Jeune    | Galla Placidia la Jeune    | Galla Placidia la Jeune    | Galla Placidia la Jeune    |                     |                     |                        |                        |                        |                        |                        |                        |                 |                 |                 |                 |                                   |                                   |                                   |                                   | Eudoxia                           | Eudoxia                           | Eudoxia             | Eudoxia             | Eudoxia                             | Eudoxia                             |                                     |                                     | Hunéric roi des Vandales 477 - †484  | Hunéric roi des Vandales 477 - †484  | Hunéric roi des Vandales 477 - †484  | Hunéric roi des Vandales 477 - †484  | Hunéric roi des Vandales 477 - †484    | Hunéric roi des Vandales 477 - †484    |                                        |                                        |                                        |                                        |       |       |       |       |          |          |          |          |          |          |        |        |          |          |          |          |            |            |            |            |            |            |
|                                      |                                      |                                      |                                      |                                      |                                      |          |          |                           |                           |                            |                            |                            |                            |                             |                            |                          |                          |                             |                             |                             |                             |                             |                             |                            |                            |                            |                            |                     |                     |                        |                        |                        |                        |                        |                        |                 |                 |                 |                 |                                   |                                   |                                   |                                   |                                   |                                   |                     |                     |                                     |                                     |                                     |                                     |                                      |                                      |                                      |                                      |                                        |                                        |                                        |                                        |                                        |                                        |       |       |       |       |          |          |          |          |          |          |        |        |          |          |          |          |            |            |            |            |            |            |
|                                      |                                      |                                      |                                      |                                      |                                      |          |          |                           |                           |                            |                            |                            |                            |                             |                            |                          |                          | Anicia Juliana ∞ Areobindus | Anicia Juliana ∞ Areobindus | Anicia Juliana ∞ Areobindus | Anicia Juliana ∞ Areobindus | Anicia Juliana ∞ Areobindus | Anicia Juliana ∞ Areobindus |                            |                            |                            |                            |                     |                     |                        |                        |                        |                        |                        |                        |                 |                 |                 |                 |                                   |                                   |                                   |                                   |                                   |                                   |                     |                     | Hildéric roi des Vandales 523 - 530 | Hildéric roi des Vandales 523 - 530 | Hildéric roi des Vandales 523 - 530 | Hildéric roi des Vandales 523 - 530 | Hildéric roi des Vandales 523 - 530  | Hildéric roi des Vandales 523 - 530  |                                      |                                      |                                        |                                        |                                        |                                        |                                        |                                        |       |       |       |       |          |          |          |          |          |          |        |        |          |          |          |          |            |            |            |            |            |            |
|                                      |                                      |                                      |                                      |                                      |                                      |          |          |                           |                           |                            |                            |                            |                            |                             |                            |                          |                          | Anicia Juliana ∞ Areobindus | Anicia Juliana ∞ Areobindus | Anicia Juliana ∞ Areobindus | Anicia Juliana ∞ Areobindus | Anicia Juliana ∞ Areobindus | Anicia Juliana ∞ Areobindus |                            |                            |                            |                            |                     |                     |                        |                        |                        |                        |                        |                        |                 |                 |                 |                 |                                   |                                   |                                   |                                   |                                   |                                   |                     |                     | Hildéric roi des Vandales 523 - 530 | Hildéric roi des Vandales 523 - 530 | Hildéric roi des Vandales 523 - 530 | Hildéric roi des Vandales 523 - 530 | Hildéric roi des Vandales 523 - 530  | Hildéric roi des Vandales 523 - 530  |                                      |                                      |                                        |                                        |                                        |                                        |                                        |                                        |       |       |       |       |          |          |          |          |          |          |        |        |          |          |          |          |            |            |            |            |            |            |
|                                      |                                      |                                      |                                      |                                      |                                      |          |          |                           |                           | Irène nièce d'Anastase Ier | Irène nièce d'Anastase Ier | Irène nièce d'Anastase Ier | Irène nièce d'Anastase Ier | Irène nièce d'Anastase Ier  | Irène nièce d'Anastase Ier |                          |                          | Anicius Olybrius            | Anicius Olybrius            | Anicius Olybrius            | Anicius Olybrius            | Anicius Olybrius            | Anicius Olybrius            |                            |                            |                            |                            |                     |                     |                        |                        |                        |                        |                        |                        |                 |                 |                 |                 |                                   |                                   |                                   |                                   |                                   |                                   |                     |                     |                                     |                                     |                                     |                                     |                                      |                                      |                                      |                                      |                                        |                                        |                                        |                                        |                                        |                                        |       |       |       |       |          |          |          |          |          |          |        |        |          |          |          |          |            |            |            |            |            |            |
|                                      |                                      |                                      |                                      |                                      |                                      |          |          |                           |                           | Irène nièce d'Anastase Ier | Irène nièce d'Anastase Ier | Irène nièce d'Anastase Ier | Irène nièce d'Anastase Ier | Irène nièce d'Anastase Ier  | Irène nièce d'Anastase Ier |                          |                          | Anicius Olybrius            | Anicius Olybrius            | Anicius Olybrius            | Anicius Olybrius            | Anicius Olybrius            | Anicius Olybrius            |                            |                            |                            |                            |                     |                     |                        |                        |                        |                        |                        |                        |                 |                 |                 |                 |                                   |                                   |                                   |                                   |                                   |                                   |                     |                     |                                     |                                     |                                     |                                     |                                      |                                      |                                      |                                      |                                        |                                        |                                        |                                        |                                        |                                        |       |       |       |       |          |          |          |          |          |          |        |        |          |          |          |          |            |            |            |            |            |            |
|                                      |                                      |                                      |                                      |                                      |                                      |          |          |                           |                           |                            |                            |                            |                            |                             |                            |                          |                          |                             |                             |                             |                             |                             |                             |                            |                            |                            |                            |                     |                     |                        |                        |                        |                        |                        |                        |                 |                 |                 |                 |                                   |                                   |                                   |                                   |                                   |                                   |                     |                     |                                     |                                     |                                     |                                     |                                      |                                      |                                      |                                      |                                        |                                        |                                        |                                        |                                        |                                        |       |       |       |       |          |          |          |          |          |          |        |        |          |          |          |          |            |            |            |            |            |            |
|                                      |                                      |                                      |                                      |                                      |                                      |          |          |                           |                           |                            |                            |                            |                            | Famille impériale byzantine |                            |                          |                          |                             |                             |                             |                             |                             |                             |                            |                            |                            |                            |                     |                     |                        |                        |                        |                        |                        |                        |                 |                 |                 |                 |                                   |                                   |                                   |                                   |                                   |                                   |                     |                     |                                     |                                     |                                     |                                     |                                      |                                      |                                      |                                      |                                        |                                        |                                        |                                        |                                        |                                        |       |       |       |       |          |          |          |          |          |          |        |        |          |          |          |          |            |            |            |            |            |            |

### Sources littéraires
- Claudien, Éloge de Stilicon.
- Philostorge, De Ecclesiasticis Historiis, livres X à XII.
- Rutilius Namatianus, De Reditu suo, livre II, 41-60.

### Sources historiographiques
- Sozomène, Histoire ecclésiastique, livre VIII.
- Zosime, Histoire Nouvelle, livres IV et V.
- Zonaras, Histoire Romaine, chapitre 25.
- Edward Gibbon, Histoire de la décadence et de la chute de l'Empire romain, chapitre XXIX et XXX.

### Travaux contemporains

#### Livres
En français
- Ernst Stein, Jean-Rémy Palanque, Histoire du Bas-Empire, tome 1, Éditions Desclée de Brouwer, Paris, 1949.
- Émilienne Demougeot, 'De l’Unité à la division de l’Empire romain 395-410 : Essai sur le gouvernement impérial, Adrien-Maisonneuve, 1951.
- Roger Remondon, La Crise de l’Empire romain, PUF, coll. « Nouvelle Clio », Paris, 1964 (2e édition, 1970, pages 188-215, 2e partie, chapitre 8 : « Les problèmes de l'Empire et leurs solutions au temps de Théodose Ier et de Stilicon »).
- Paul Petit, Histoire générale de l’Empire romain, vol. 3, Paris, Éditions du Seuil, 1974 (ISBN 2020026775).
- François Zosso, Christian Zingg, Les empereurs romains : 27 av. J.-C. - 476 ap. J.-C., Éditions Errance, 1995  (ISBN 2877722260).
- Marcel Le Glay, Rome : Grandeur et chute de l'Empire, Paris, Éditions Perrin, 2005 (ISBN 978-2262018986), troisième partie, chapitre 4.
- Pierre Maraval, Théodose le Grand. Le pouvoir et la foi, Paris, Fayard, 2009.

En anglais
- John Bagnell Bury, History of the later Roman Empire from the death of Theodosius to the death of Justinian (395-565), t. I, 1923, chap. 5.
- Alan Cameron, Claudian. Poetry and propaganda at the court of Honorius, 1970.
- John Michael O'Flynn, Generalissimos of the Western Roman Empire, University of Alberta Press, 1983, chapitre 1 à 3.
- Justine Davis Randers-Pehrson, Barbarians and Romans: the birth struggle of Europe, A.D. 400-700, 1983, Taylor and Francis.
- Arnold Hugh Martin Jones, John Martindale et John Morris, The Prosopography of the later Roman empire: A.D. 260-395, volume 1, 1987, Cambridge University Press.
- Thomas S. Burns, Barbarians within the gates of Rome: a study of Roman military policy and the barbarians, ca. 375-425 A.D., 1994, Indiana University Press.
- Averil Cameron et Peter Garnsey, The Cambridge ancient history: The late empire, A.D. 337-425, Cambridge University Press, 1998.

, , ', 1998,.
- James William Ermatinger, The decline and fall of the Roman Empire, 2004, Greenwood Publishing Group.
- (en) Peter J. Heather, The fall of the Roman Empire: a new history of Rome and the Barbarians, Oxford University Press, 2006.
- (en) Stephen Mitchell, A history of the later Roman Empire, AD 284-641: the transformation of the ancient world, Wiley-Blackwell, 2007.

Autres langues
- Santo Mazzarino, Stilicone: la crisi imperiale dopo Teodosio, 1942.

#### Articles
- Camille Jullian, « Le diptyque de Stilicon au trésor de Monza », dans Mélanges de l'école française de Rome, 1882, tome 2, p. 5-35 (lire en ligne)
- Jean Doise, « Le commandement de l'armée romaine sous Théodose et les débuts des règnes d'Arcadius et d'Honorius », dans Mélanges d'archéologie et d'histoire, 1949, vol.61, p. 189-193, disponible en ligne sur le site Persée.
- Venance Grumel, « L’Illyricum de la mort de Valentinien Ier (375) à la mort de Stilichon (408) », Revue des Études byzantines, vol. 9,‎ 1951, p.25-26.
- Yves Modéran, « Gildon, les Maures et l'Afrique », dans Mélanges de l'École française de Rome. Antiquité, 1989, vol.101-2, p. 821-872, disponible en ligne sur le site Persée.
- Sylvie Valente, « Stilicho, le généralissime contesté », université d'Ottawa, disponible en ligne sur le site de l'UQAM.